# Vita paranoia
Vita paranoia è un singolo del cantautore italiano Gazzelle, pubblicato il 17 gennaio 2020 estratto dall'album Post Punk.

## Video musicale
In concomitanza con il lancio del singolo, è stato pubblicato il video ufficiale su YouTube.

## Classifiche
| Classifica (2019) | Posizione massima |
| ----------------- | ----------------- |
| Italia            | 57                |